# Gerard Leene
Gerardus Petrus  "Gerard" Leene, né le 3 octobre 1892 à La Haye et mort le 26 septembre 1966 à Rotterdam, est un coureur cycliste sur piste néerlandais.

## Biographie
Gerard Leene est issu d'une famille de cyclistes : ses quatre frères étaient également coureurs cyclistes ; Piet (1896-1982), Léo (1900-1930), et Bernard (1903-1988),.
En 1917, Gerard Leene devient champion des Pays-Bas du scratch. Deux ans plus tard, il remporte pour la première fois le titre de champion national de vitesse professionnel, qu'il remporte trois autres fois en 1926, 1928 et 1933. Il a également terminé plusieurs fois sur le podium dans d'autres championnats nationaux et courses de Grand Prix. Il remporte le Grand Prix de la République en 1924.
Il participe au match France-Hollande le 13 février 1927, opposant dix champions français : Maurice Schilles, Lucien Michard, Lucien Faucheux, Léon Galvaing, Roger Beaufrand, Georges Sérès, Jules Miquel, Achille Souchard, Wambst et Charles Lacquehay, et dix champions hollandais : Piet Moeskops, Gerard Leene, Jaap Meijer, Bernard Leene, Antoine Mazairac, Jan Snoek, Léo Leene, Piet van Kempen, Klaas van Nek et Piet Leene au Vél' d'Hiv,.

## Palmarès sur piste

### Championnat national
- Championnat des Pays-Bas de scratch : 1917
- Championnat des Pays-Bas de vitesse : 1919, 1926, 1928 et 1933

### Grand Prix
- Grand Prix de Noël 1923
- Grand Prix de la République 1924[5].
- 3e du Prix de l'Espérance  lors du Grand Prix de Paris 1926[6]